# 洪全福故居
洪全福故居，位于中国广东省东莞市东莞市凤岗镇黄洞村，为东莞市的一个市、县级文物保护单位，类型为近现代重要史迹及代表性建筑，公布时间为2004年1月8日。
洪全福故居的历史年代为清代。